# Az 1848–49-es forradalom és szabadságharc pénzérméi

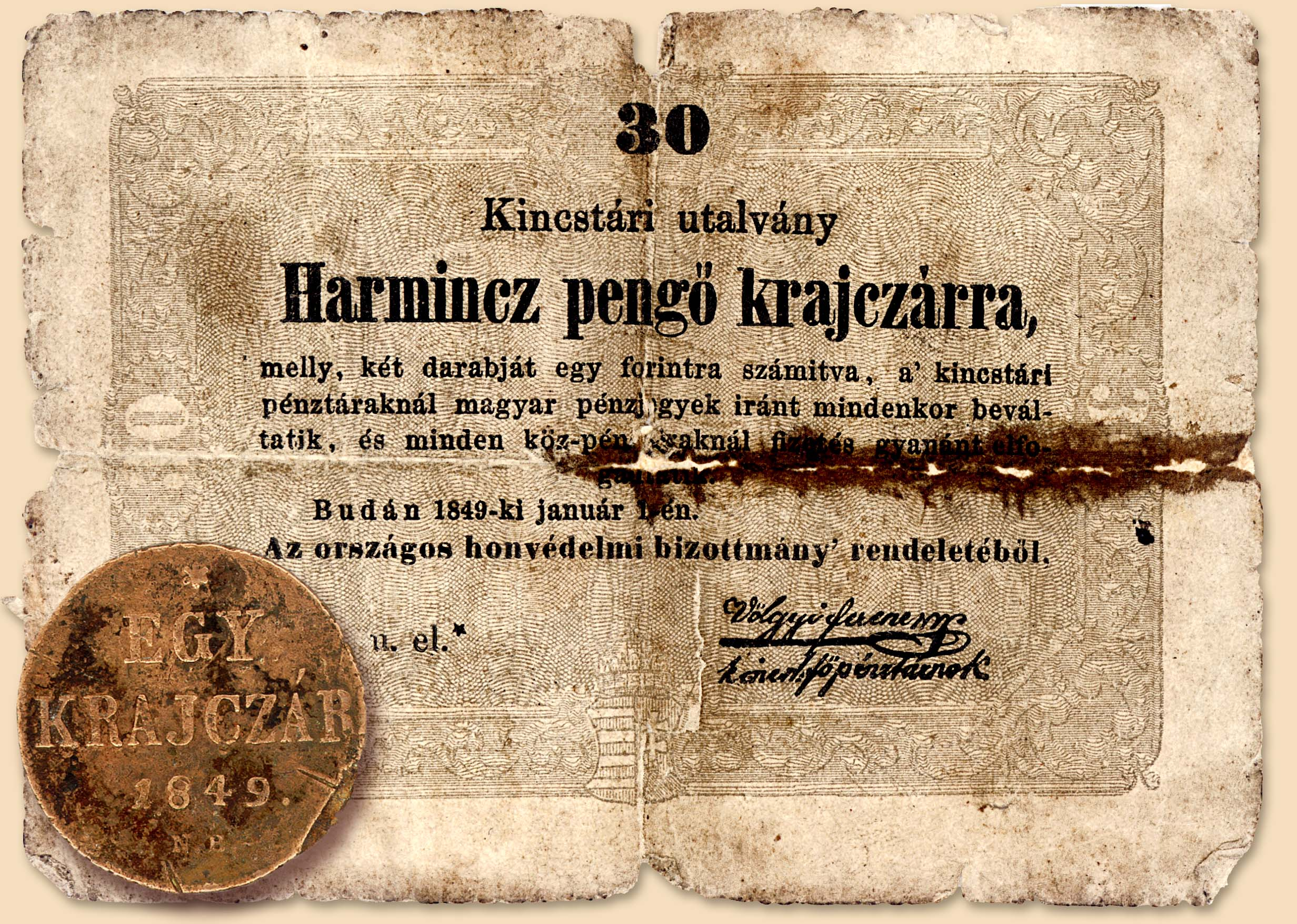
A szabadságharc pénzei

Az 1848–49-es forradalom és szabadságharc pénzérméi alatt azokat a vereteket értjük, melyeket a forradalom idején Magyarországon és Horvátországban vertek. Az önálló pénzverés a függetlenség egyik alapvető megnyilvánulása, így a forradalom jelentős eredménye.

## Magyarországi veretek
Habár korábban is léteztek Magyarország számára eltérő motívummal készített császári veretek, először a forradalom pénzérméin jelent meg magyar felirat, melyek veretését Kossuth Lajos a Kossuth-bankó váltópénzeként rendelte el. 1848-ban arany dukátot és ezüst tíz és húszkrajcárost (korabeli helyesírással krajczár) vertek V. Ferdinánd király arcképével, illetve réz egykrajcárost. 1849-ben már csak ezüst hat-, valamint réz három- és egykrajcárosokat vertek, ezeken nem szerepelt az uralkodó alakja. A fémpénzek hamar eltűntek a forgalomból, a készpénzforgalmat nagyrészt papírpénzekkel bonyolították le. A nagyobb címletű érmék hátlapján Szűz Mária a kis Jézussal, a hagyományos magyar éremkép szerepelt. Az érméket a nagybányai és a körmöcbányai pénzverdékben verték, az érméken az N.B., illetve K.B. verdejegy szerepel, mivel visszatértek a hagyományos magyar verdejelöléshez (Mária Terézia 1766-ban alfabetikus verdejelölést rendelt el, mely szerint Nagybánya jele G, Körmöcbányáé B volt).
| Kép                                            | Kép            | Névérték       | Műszaki paraméterek | Műszaki paraméterek | Műszaki paraméterek | Leírás         | Leírás                                                              | Leírás                                                                       | Dátumok        |
| Előlap                                         | Hátlap         | Névérték       | Átmérő              | Tömeg               | Összetétel          | Perem          | Előlap                                                              | Hátlap                                                                       | Első veret     |
| Forgalmi érmék                                 | Forgalmi érmék | Forgalmi érmék | Forgalmi érmék      | Forgalmi érmék      | Forgalmi érmék      | Forgalmi érmék | Forgalmi érmék                                                      | Forgalmi érmék                                                               | Forgalmi érmék |
| ---------------------------------------------- | -------------- | -------------- | ------------------- | ------------------- | ------------------- | -------------- | ------------------------------------------------------------------- | ---------------------------------------------------------------------------- | -------------- |
|                                                |                | 1 krajczár     | 26 mm               | 8,8 g               | Cu                  |                | MAGYAR KIRÁLYI VÁLTÓ PÉNZ·, koronás kiscímer                        | Értékjelzés, verési évszám                                                   | 1848.          |
|                                                |                | 1 krajczár     | 26 mm               | 8,8 g               | Cu                  |                | MAGYAR KIRÁLYI VÁLTÓ PÉNZ·, koronás kiscímer                        | Értékjelzés, verési évszám, verdejegy                                        | 1849.          |
|                                                |                | 3 krajczár     | 32 mm               | 25,7 g              | Cu                  |                | MAGYAR KIRÁLYI VÁLTÓ PÉNZ·, koronás kiscímer, értékjelzés           | Értékjelzés, verési évszám, verdejegy                                        | 1849.          |
|                                                |                | 6 krajczár     | 20 mm               | 2,227 g             | 437‰ Ag 563‰ Cu     |                | MAGYAR KIRÁLYI VÁLTÓ PÉNZ·, koronás kiscímer, értékjelzés           | Értékjelzés, verési évszám, verdejegy                                        | 1849.          |
|                                                |                | 10 krajczár    | 10 vonal 21,95 mm   | 3,898 g             | 500‰ Ag 500‰ Cu     |                | V·FERD·MAGY·H·T·ORSZ·KIRÁLYA ERD·N·FEJED·1, V. Ferdinánd, verdejegy | SZ·MÁRIA IST·ANNYA MAGY·OR·VÉDŐJE·2, Madonna, értékjelzés, verési évszám     | 1848.          |
|                                                |                | 20 krajczár    | 12 vonal 26,34 mm   | 6,682 g             | 583‰ Ag 417‰ Cu     |                | V·FERD·MAGY·H·T·ORSZ·KIRÁLYA ERD·N·FEJED·1, V. Ferdinánd, verdejegy | SZ·MÁRIA IST·ANNYA MAGY·OR·VÉDŐJE·2, Madonna, értékjelzés, verési évszám     | 1848.          |
| Kereskedelmi érme                              |                |                |                     |                     |                     |                |                                                                     |                                                                              |                |
|                                                |                | 1 dukát        | 20,5 mm             | 3,490 g             | 986‰ Au 14‰ Cu      |                | V·FERD·MAGY·H·T·ORSZ·KIRÁLYA ERD·N·FEJED·, álló V. Ferdinánd        | SZ·MÁRIA IST·ANNYA MAGY·OR·VÉDŐJE·, Madonna, koronás kiscímer, verési évszám | 1848.          |
| A képeken 2,5 pixel felel meg 1 milliméternek. |                |                |                     |                     |                     |                |                                                                     |                                                                              |                |

## Horvátországi veretek
A magyar forradalommal egy időben erősödtek fel a horvát függetlenségi törekvések is, melyet a magyar pozíciók gyengítése érdekében a bécsi kormányzat is támogatott. Horvátországban már hosszú idő óta nem folyt pénzverés, Bécsből pedig nem küldtek megfelelő mennyiségű fémpénzt, ezért a horvát báni tanács 1848. december 1-jén döntött a pénzveréshez szükséges gépek és szerszámok beszerzéséről. Ezüstpénzeket (cvancika, a német zwanziger = 'húszas', 'húszkrajcáros' szóból; hívták azonban Jelačić-guldennek is) és rézpénzeket (križar, magyarul krajcár) vertek. A bécsi kormányzat nem nézte jó szemmel ezeket a lépéseket és megtiltotta a további pénzverést, kárpótlásul megfelelő mennyiségű fémpénzt szállítottak Grazból Zágrábba. Az érméket kettő kivételével beolvasztották, a megmaradt darabokat a Zágrábi Archeológiai Múzeumba, a verőtöveket Bécsbe szállították.
| Kép                                            | Kép            | Névérték       | Műszaki paraméterek | Műszaki paraméterek | Műszaki paraméterek | Leírás         | Leírás                                                                | Leírás                                                                       | Dátumok        |
| Előlap                                         | Hátlap         | Névérték       | Átmérő              | Tömeg               | Összetétel          | Perem          | Előlap                                                                | Hátlap                                                                       | Első veret     |
| Forgalmi érmék                                 | Forgalmi érmék | Forgalmi érmék | Forgalmi érmék      | Forgalmi érmék      | Forgalmi érmék      | Forgalmi érmék | Forgalmi érmék                                                        | Forgalmi érmék                                                               | Forgalmi érmék |
| ---------------------------------------------- | -------------- | -------------- | ------------------- | ------------------- | ------------------- | -------------- | --------------------------------------------------------------------- | ---------------------------------------------------------------------------- | -------------- |
|                                                |                | 1 krajczár     | 26,5 mm             | 9,6 g               | Cu                  |                | TORJEDNA KRALJEVINA HERVAT·SLAV·DALM·3, koronás címer                 | Értékjelzés, verési évszám, verdejegy                                        | 1849.          |
|                                                |                | 1 forint       | 26,7 mm             | 9,32 g              | Ag                  |                | POD·BANOM·JOSIPOM·JELAČIĆEM·BUZIMSKIM·4, Josip Jelačić, verési évszám | USPOMENA·NARODJENJA·JUGOSLAVJANSKE·SLOBODE·5 fekvő félhold hatágú csillaggal | 1848.          |
| A képeken 2,5 pixel felel meg 1 milliméternek. |                |                |                     |                     |                     |                |                                                                       |                                                                              |                |

## Csavaros krajcárok
A magyar szabadságharc alatt is megjelentek a széttekerhető, ún. spionpénzek, más néven csavaros krajcárok. Egyes vélemények szerint a szabadságharc alatt, mások szerint pedig közvetlenül a szabadságharc leverése után használták őket. A belsejükben kis üzeneteket, vagy Bem és Petőfi fényképeit hordták. A súlyuk kivételével a többi paraméterük megegyezik a forgalomban levő címletekkel. 

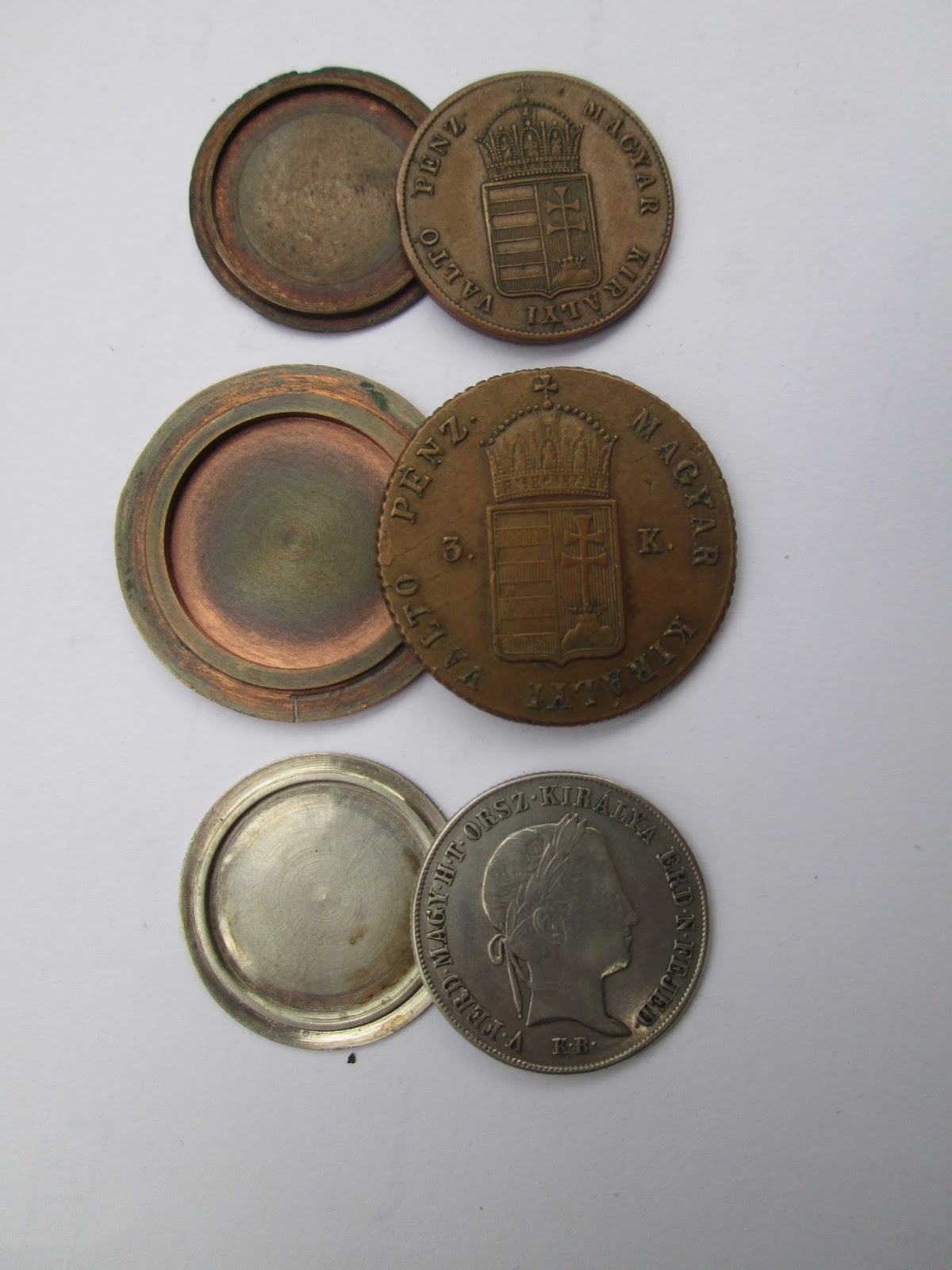
Csavaros 1, 3 és 20 krajcárok

### Magyarul
- Dr. Unger Emil. Magyar éremhatározó. Ajtósi Dürer Kiadó, Budapest (1997). ISBN 963-8314-09-5
- Garami Erika. Pénztörténet. TAS Kiadó, Budapest (2007). ISBN 978-963-86705-4-0

### Németül
- Austria Netto Katalog Österreich - Münzkatalog 2008 (Münzen ab 1780 mit Banknoten ab 1759) [ANK Ausztria Érmekatalógus 2008 (érmék 1780-tól, bankjegyek 1759-től)]. Netto-Marktpreiskatalog „Austria", Wien (2008). ISBN 3-901678-97-2